# Condition de Samuelson
La condition de Samuelson, énoncée par Paul Samuelson, dit qu'une production optimale de bien public pur exige l'égalité entre la somme des taux marginaux de substitution et le taux de transformation des produits.

## Formalisation mathématique
Soit {\displaystyle q_{o}} le bien public et {\displaystyle q_{j}} ({\displaystyle j=1,2,\ldots ,m}) les biens privés. La fonction de production sous forme implicite est donnée par l'expression suivante:
{\displaystyle \varphi ({\hat {q}}_{o},{\hat {q}}_{1},{\hat {q}}_{2},\ldots ,{\hat {q}}_{m})=0}
où {\displaystyle {\hat {q}}_{j}} est la quantité produite du bien j.
Les fonctions d'utilité sont:
{\displaystyle u_{i}(q_{o},q_{i1},q_{i2},\ldots ,q_{im})\qquad i=1,2,\ldots ,h}
où {\displaystyle q_{ij}} est la quantité du bien j consommée par l’individu i. Il n'y a pas d'indice i pour la quantité consommée du bien public car elle est la même pour tout le monde. Par contre, chaque individu consomme une quantité de bien privé qui dépend de ses préférences et de son revenu.
Un état de rendement social maximum peut être obtenu en maximisant l'utilité du premier consommateur sous les contraintes usuelles. Le lagrangien est:
{\displaystyle L=u_{1}(q_{o},q_{11},q_{12},\ldots ,q_{1m})+\sum _{i=2}^{h}\lambda _{i}(u_{i}-u_{i}^{o})+\sigma \varphi ({\hat {q}}_{o},{\hat {q}}_{1},\ldots ,{\hat {q}}_{m})+\mu _{o}(q_{o}^{o}+{\hat {q}}_{o}-q_{o})+\sum _{j=1}^{m}\mu _{j}(q_{j}^{o}+{\hat {q}}_{j}-\sum _{\alpha =1}^{h}q_{\alpha j})}
où {\displaystyle \lambda _{i},\sigma ,\mu _{j}} sont les multiplicateurs de Lagrange et {\displaystyle q_{j}^{o}} est le stock du bien j.
Les conditions de premier ordre sont:
{\displaystyle (1)\qquad {\frac {\partial L}{\partial q_{o}}}=\sum _{\alpha =1}^{h}\lambda _{\alpha }{\frac {\partial u_{\alpha }}{\partial q_{o}}}-\mu _{o}=0\qquad (\lambda _{1}=1)}
{\displaystyle (2)\qquad {\frac {\partial L}{\partial q_{\alpha j}}}=\lambda _{\alpha }{\frac {\partial u_{\alpha }}{\partial q_{\alpha j}}}-\mu _{j}=0\qquad \qquad \quad \alpha =1,2,\ldots ,h\quad ;\quad j=1,2,\ldots ,m}
{\displaystyle (3)\qquad {\frac {\partial L}{\partial {\hat {q}}_{s}}}=\sigma {\frac {\partial \varphi }{\partial {\hat {q}}_{s}}}+\mu _{s}=0\qquad \qquad \qquad s=0,1,\ldots ,m}
{\displaystyle (4)\qquad {\frac {\partial L}{\partial \lambda _{i}}}=u_{i}-u_{i}^{o}=0\qquad \qquad \qquad \quad \;i=2,3,\ldots ,h}
{\displaystyle (5)\qquad {\frac {\partial L}{\partial \sigma }}=\varphi ({\hat {q}}_{o},{\hat {q}}_{1},{\hat {q}}_{2},\ldots ,{\hat {q}}_{m})=0}
{\displaystyle (6)\qquad {\frac {\partial L}{\partial \mu _{o}}}=q_{o}^{o}+{\hat {q}}_{o}-q_{o}=0}
{\displaystyle (7)\qquad {\frac {\partial L}{\partial \mu _{j}}}=q_{j}^{o}+{\hat {q}}_{j}-\sum _{\alpha =1}^{h}q_{\alpha j}=0}
En éliminant les multiplicateurs de Lagrange, on obtient:
{\displaystyle \sum _{\alpha =1}^{h}{\frac {\frac {\partial u_{\alpha }}{\partial q_{o}}}{\frac {\partial u_{\alpha }}{\partial q_{\alpha j}}}}={\frac {\varphi _{o}}{\varphi _{j}}}}
{\displaystyle {\frac {\frac {\partial u_{\alpha }}{\partial q_{\alpha j}}}{\frac {\partial u_{\alpha }}{\partial q_{\alpha s}}}}={\frac {\varphi _{j}}{\varphi _{s}}}}
Lorsque l'on prend les trois quantités consommées {\displaystyle q_{o}}, {\displaystyle q_{j}} et {\displaystyle q_{s}}, on peut écrire:
{\displaystyle \sum _{\alpha =1}^{h}TMS_{oj}^{\alpha }=TTP_{oj}}
{\displaystyle TMS_{js}^{\alpha }=TTP_{js}}
La deuxième relation, relative aux biens privés j et s, est identique à celle obtenue dans l'économie du bien-être. Les taux marginaux de substitution (TMS) doivent être égaux aux taux de transformation des produits (TTP).
La première relation nous donne la condition d'optimalité pour le bien public. La somme des taux marginaux de substitution (entre le bien public et un bien privé quelconque) de tous les consommateurs doit être égale au taux de transformation des produits.